# Trichoplusia violascens
Trichoplusia violascens är en fjärilsart som beskrevs av George Francis Hampson 1913. Trichoplusia violascens ingår i släktet Trichoplusia och familjen nattflyn. Inga underarter finns listade i Catalogue of Life.